# Церква Різдва Богородиці (Вербичне)
Церква Різдва Пресвятої Богородиці — православна церква, пам'ятка архітектури місцевого значення (охоронний номер 2309-Вл) у селі Вербичне Турійської селищної громади Ковельського району Волинської області. Храм, збудований 1881 року на кошти парафіян, є зразком дерев'яної церковної архітектури Волині кінця XIX століття. Парафія належить до Володимир-Волинської єпархії Православної Церкви України.

## Історія
Перша дерев'яна церква у селі Вербичне була збудована коштом парафіян у 1725 році. Сучасний храм звели на її місці також за гроші місцевої громади у 1881 році та освятили 7 вересня того ж року. У 1858 році церкву перейменували з приписної на самостійну парафіяльну. Новий іконостас встановили у 1891 році.
Згідно з історичними даними, у першій половині XV століття село належало Івашку Ясмановичу Вербичевському, а згодом перейшло у власність князя Сангушка. У XVI столітті, згідно з ревізією володимирського замку 1545 року та податковими реєстрами 1570-х років, село перебувало у власності родини Калусовських (Калашовських).
5 травня 2022 року релігійна громада сіл Вербичне та Туличів ухвалила рішення про перехід з Московського патріархату до Православної Церкви України. Прохання парафіян про прийняття до кліру Володимир-Волинської єпархії ПЦУ задовольнив єпископ Матфей.
Рішенням виконавчого комітету Волинської обласної ради народних депутатів від 3 квітня 1992 року № 76 церкву взято на облік як пам'ятку архітектури. Наказом Міністерства культури та інформаційної політики України від 19 квітня 2024 року № 295 її занесено до Державного реєстру нерухомих пам'яток України за категорією місцевого значення.
На подвір'ї храму є могили повстанців.

## Архітектура
Церква розташована в центрі села на невеликому пагорбі. Храм дерев'яний, на кам'яному фундаменті, одноверхий, покритий бляхою. Його довжина становить 24 аршини (≈17 м), ширина та висота до даху — по 10 аршинів (≈7,1 м).
Дзвіниця збудована разом із церквою, також дерев'яна, має висоту 24 аршини (≈17 м) та налічує 5 дзвонів. У «Справочной книге о приходахъ и монастыряхъ Волынской епархіи» за 1914 рік храм описано як «вмістимий, прикрашений посередньо».

## Метричні книги та архіви
Копії метричних книг церкви зберігаються з 1791 року. У Державному архіві Житомирської області та Державному архіві Волинської області зберігаються метричні книги, шлюбні описи та сповідальні розписи, що стосуються парафії, за різні періоди з 1797 по 1938 роки.

## Сучасність
Релігійна громада офіційно зареєстрована 24 грудня 1991 року. Її повна назва — РЕЛІГІЙНА ОРГАНІЗАЦІЯ «СВЯТО-РІЗДВО-БОГОРОДИЧНА РЕЛІГІЙНА ГРОМАДА ВОЛОДИМИР-ВОЛИНСЬКОЇ ЄПАРХІЇ УКРАЇНСЬКОЇ ПРАВОСЛАВНОЇ ЦЕРКВИ (ПРАВОСЛАВНОЇ ЦЕРКВИ УКРАЇНИ) СЕЛА ВЕРБИЧНЕ КОВЕЛЬСЬКОГО РАЙОНУ ВОЛИНСЬКОЇ ОБЛАСТІ». Керівником громади є Ришканич Василь Ярославович. Основний вид діяльності — діяльність релігійних організацій.
Церква є частиною місцевих історико-туристичних маршрутів, зокрема рейду «Стежками повстанської слави», що пролягає від села Вербичне до урочища Вовчак.

## Галерея

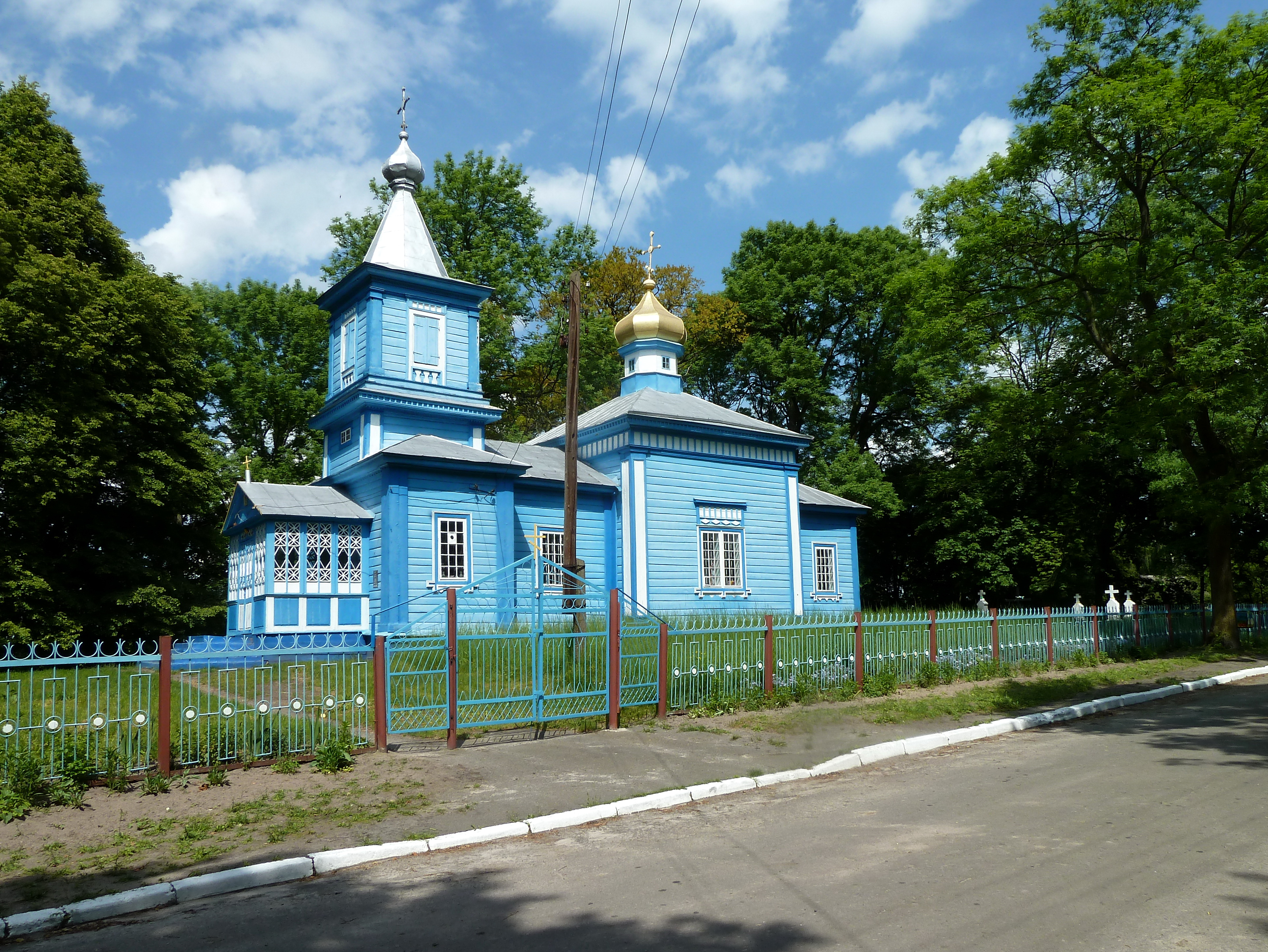
Загальний вигляд церкви
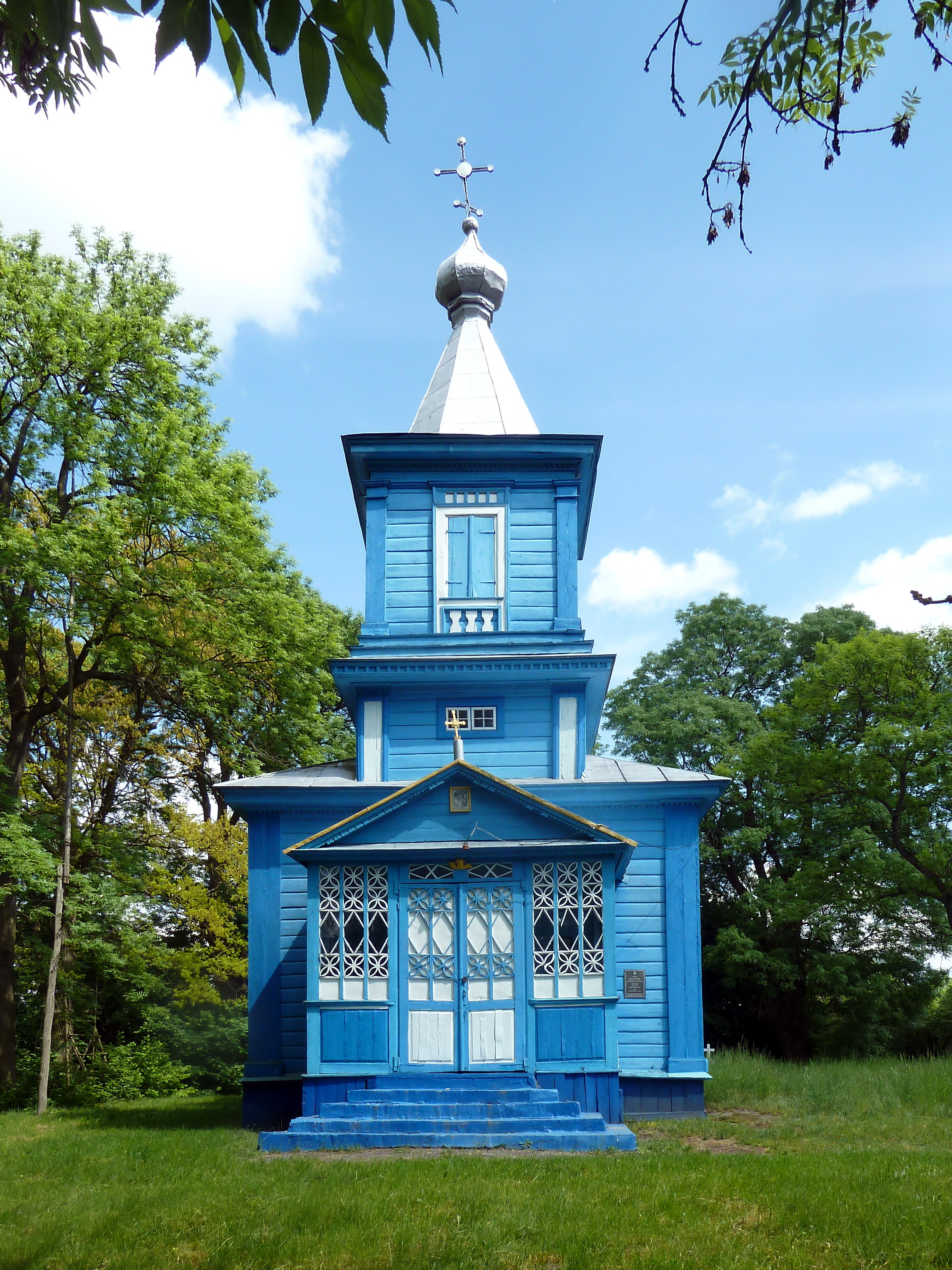
Вигляд із заходу
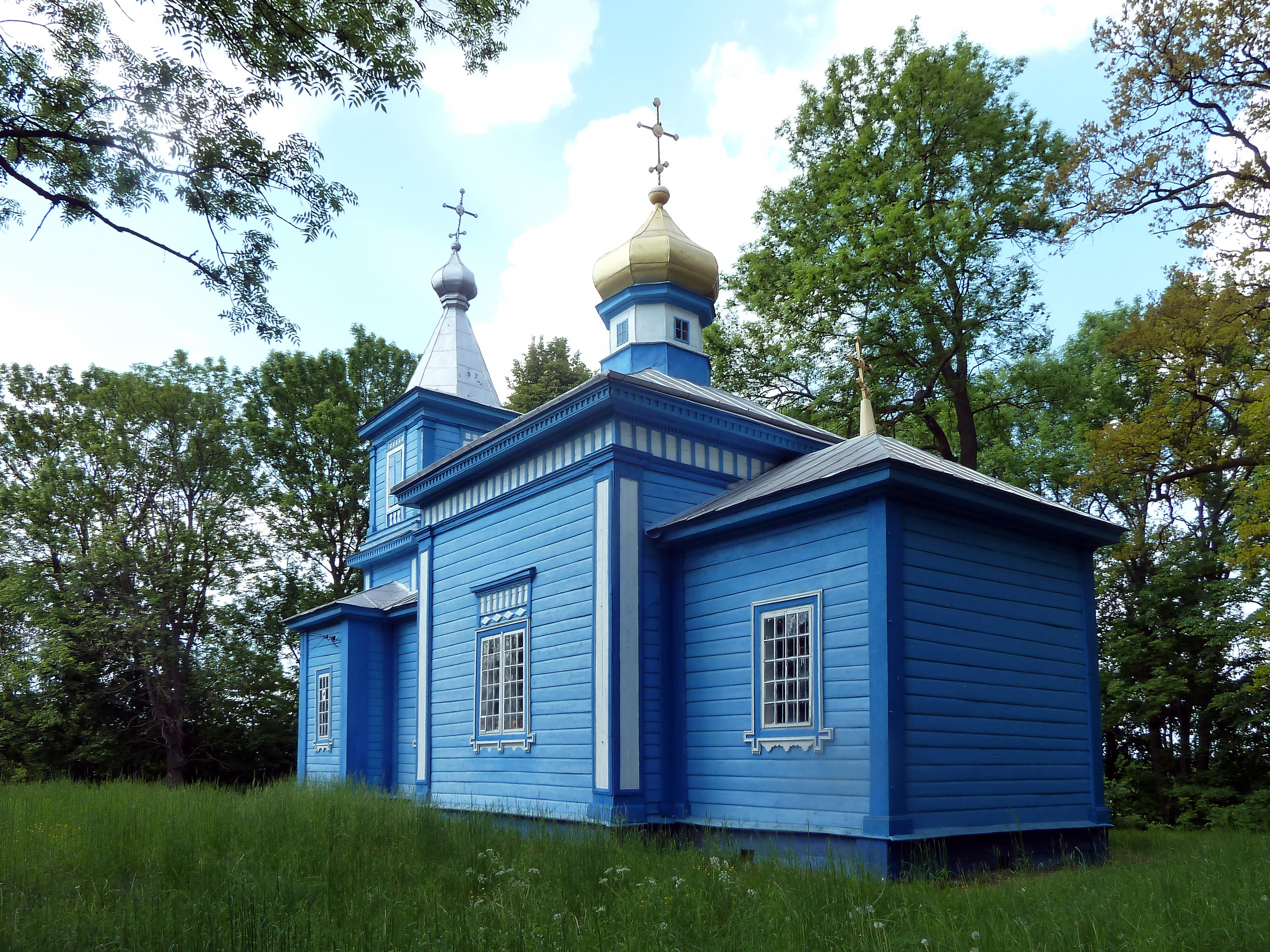
Вигляд з південного сходу
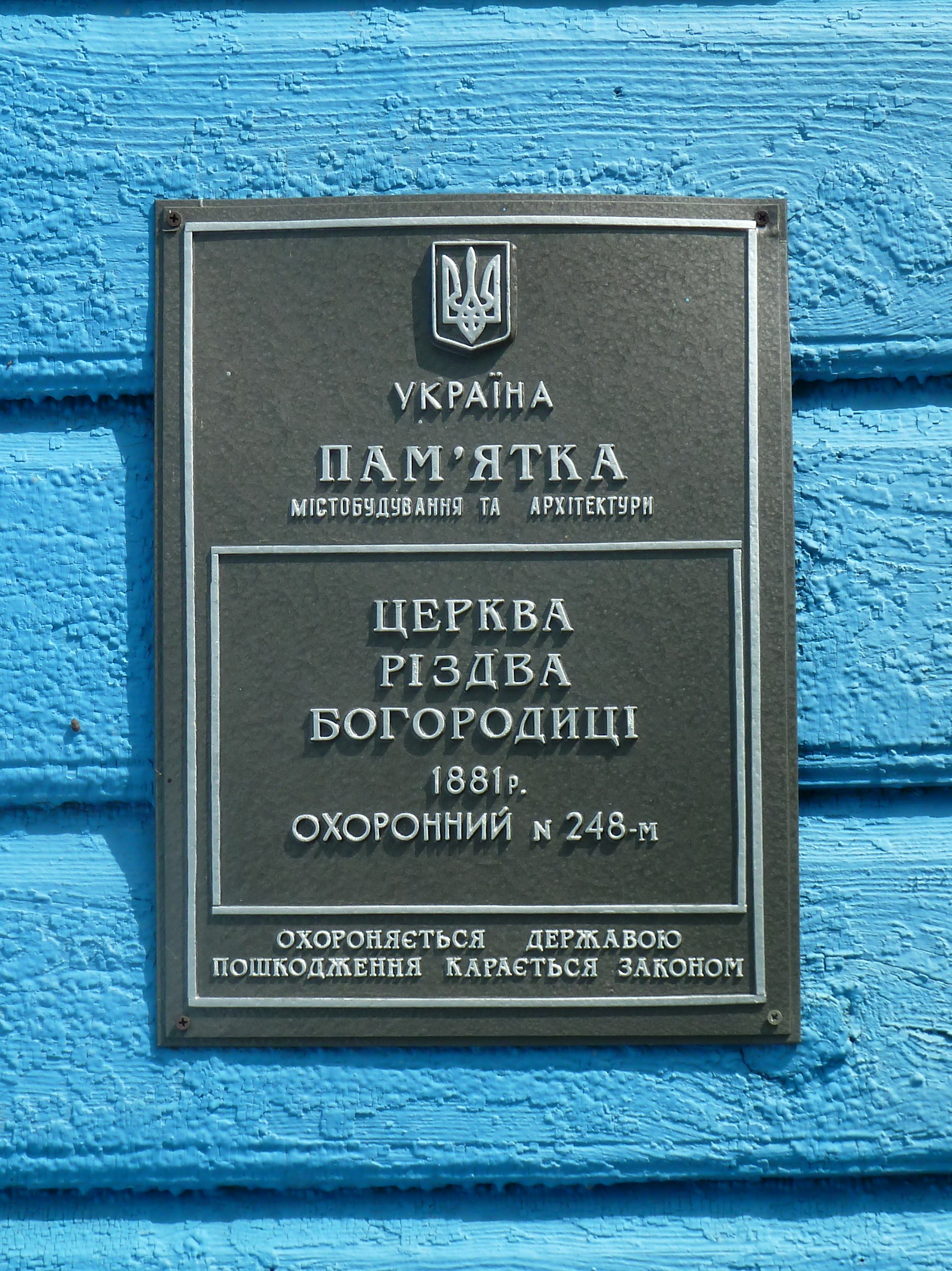
Охоронна табличка